# 拳法道志会
拳法道志会（けんぽうどうしかい）とは、護身術の指導者団体である。
正式名称はNPO法人地域スポーツ拳法護身術道志会である。
他にも、護身術道志会、スポーツ拳法などと略されることがある。
拳法道志会が体系化した護身術技法の中から技を抽出し、競技化したものをスポーツ拳法という。
スポーツ拳法とは競技種目の名称である。このため、正確にはスポーツ拳法と拳法道志会は同じではなく、拳法道志会はスポーツ拳法の指導者育成機関である。

## 組織・沿革
拳法道志会とは、護身術の研究や体系化を目的とする団体である。同組織は大津市体育協会など多くの公的組織の要請と支援を受けて2006年に、ＮＰＯ法人地域スポーツ拳法護身術道志会、日本正統拳法護身術道志会、スポーツ拳法連盟を発足させた。
現在、同組織は10都府県に支部をおき、全国的な活動を開始している。中でも滋賀県では特に活動が活発で滋賀県体育協会に「滋賀県スポーツ拳法連盟」、滋賀県高等学校体育連盟に「スポーツ拳法専門部」、大津市体育協会に「大津市スポーツ拳法連盟」、大津市スポーツ少年団に「大津市スポーツ拳法少年団」として加盟している。
日本スポーツ拳法連盟の初代会長として堀場製作所、代表取締役会長兼社長の堀場厚が、また日本スポーツ拳法連盟の顧問として前大津市長の目片信が就任。